# Nazionale olimpica di calcio dell'Italia
La Nazionale olimpica italiana di calcio, i cui giocatori sono soprannominati Azzurrini, è dal 1952 la rappresentativa calcistica dell'Italia ai Giochi olimpici. È posta sotto l'egida della FIGC.
Durante la stagione sportiva che porta ai Giochi olimpici, la Nazionale olimpica (qualora qualificata) si prepara partecipando ad amichevoli o tornei internazionali.

## Storia

### La nazionale giovanile

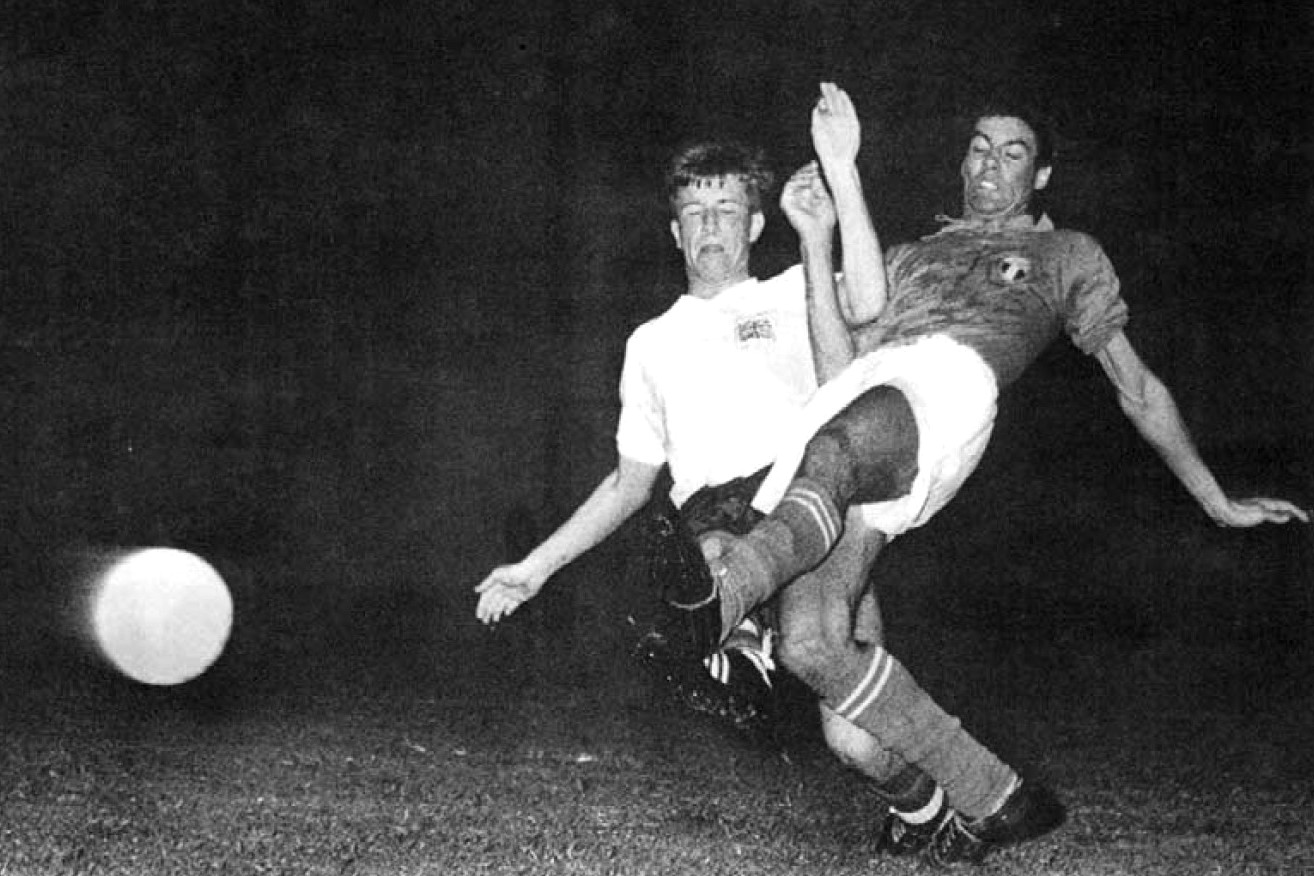
Sandro Salvadore in contrasto su Robert Brown del nel corso del torneo olimpico di

Dopo aver partecipato ai Giochi di Helsinki, nel corso dei quali vennero raggiunti gli ottavi di finale; al fine di evitare le accuse di professionismo per i giocatori scelti per i Giochi olimpici, l'Italia decise in seguito di impiegare la nazionale giovanile. Nel 1956 l'Italia non prese nemmeno parte alle qualificazioni mentre nel 1960, da nazione organizzatrice, chiuse quarta, dopo la sconfitta con l'Ungheria nella finale per il bronzo.
Per l'edizione del 1964 la nazionale giovanile si era regolarmente qualificata, ma il CONI, di concerto con la Federcalcio, decise di non inviare la squadra dopo una segnalazione anonima (attribuita a una non precisata società calcistica italiana, le cui intenzioni furono ascritte alla volontà di non cedere i propri giocatori durante il campionato) con cui si denunciava lo status professionistico dei calciatori italiani al torneo.
L'Italia s'iscrisse regolarmente alle qualificazioni per i Giochi del 1968. La selezione, ancora basata sulla nazionale giovanile, era stata affidata a Paolo Todeschini; dopo aver svolto delle amichevoli partecipò ai Giochi del Mediterraneo, che vinse per sorteggio sulla Francia, anche se poi il titolo venne condiviso fra le due squadre. Proprio durante questo torneo la selezione venne accusata di schierare giocatori professionisti, così la federazione decise, come quattro anni prima, di ritirare la squadra.
L'Italia venne eliminata nelle qualificazioni ai Giochi del 1972 dalla Germania Est, mentre non si iscrisse a quelle successive, per i Giochi del 1976. Un'altra mancata qualificazione vi fu nel 1980, nel secondo turno, per opera della Jugoslavia. In questa edizione l'Italia affrontò le qualificazioni con la nazionale Under 21, guidata da Azeglio Vicini.

### Dal 1984 al 1988
Dai Giochi olimpici del 1984, per la prima volta, venne autorizzato l'impiego di giocatori professionisti. Tuttavia le nazionali europee e sudamericane avrebbero potuto schierare solo quei giocatori che non avevano mai giocato in una fase finale di un Campionato mondiale di calcio. La stessa formula venne riproposta anche per i Giochi olimpici del 1988.
La Nazionale olimpica italiana venne ufficialmente istituita nel 1982 per delibera del Consiglio Federale della FIGC: con tale atto la Federcalcio stabilì che, dalla stagione 1982-1983, la nuova Nazionale avrebbe sostituito la nazionale sperimentale. Il debutto avvenne allo Stadio Olimpico di Roma, contro la Lega Irlandese. La nuova rappresentativa venne affidata a Cesare Maldini. Non essendo ancora chiaro quale dovesse essere lo status dei calciatori che avrebbero potuto partecipare ai Giochi Olimpici, la FIGC fece compilare ai calciatori un questionario in merito ai loro impegni pubblicitari.

Massimo Briaschi (a destra) in azione nell'amichevole Italia-Portogallo del 21 settembre 1983 a Genova; alle sue spalle, il connazionale Maurizio Iorio.

Nel 1984 e nel 1988 la nazionale italiana giunse ai piedi del podio, quarta, dopo aver perduto le finali per il bronzo. Nel 1984, nel girone di qualificazione, l'Italia giunse alle spalle di Jugoslavia e Romania e non si qualificò direttamente per la competizione, ma venne ripescata, dopo il forfait della Cecoslovacchia, vista la decisione di boicottare i giochi olimpici, che si tenevano a Los Angeles, da parte di molte nazioni del blocco orientale. L'Italia, per i Giochi, venne affidata a Enzo Bearzot, allenatore anche della nazionale maggiore. Durante il raduno preolimpico Salvatore Bagni venne escluso dalla rosa dei giocatori convocati, in quanto si era rifiutato di passare dall'Inter al Napoli; gli altri azzurri minacciarono di abbandonare il ritiro, e la stessa FIGC prospettò l'idea dell'abbandono del torneo olimpico.
L'Italia venne inserita nel gruppo D con l'Egitto, con i padroni di casa degli Stati Uniti, e la Costa Rica. Nonostante la sconfitta con i centroamericani, l'Italia vinse il girone e affrontò in seguito il Cile, battuto nei quarti per 1-0 dopo i tempi supplementari. In semifinale gli azzurri vennero battuti dal Brasile, di nuovo nei supplementari. Infine, nella finale per il bronzo, la nazionale azzurra fu sconfitta dalla Jugoslavia per 2-1.

Da sinistra: Mauro Tassotti, il capitano Franco Baresi e Sergio Battistini prima del fischio d'inizio di Italia-Paesi Bassi del 25 gennaio 1984 a Pisa, valida quale gara di qualificazione al torneo olimpico di.

Ai Giochi olimpici del 1988 l'Italia, allenata da Dino Zoff, si qualificò direttamente e venne inserita nel gruppo B. Dopo la qualificazione però la FIGC decise di sostituire Zoff con Francesco Rocca, con cui collaborò anche Bearzot.
Dopo aver sconfitto largamente il Guatemala (5-2), l'Italia incappò in una sconfitta clamorosa con lo Zambia, per 4-0. La successiva vittoria contro l'Iraq (2-0), permise agli azzurri di accedere alla fase a eliminazione diretta. Nei quarti l'Italia regolò la Svezia (2-1), ancora una volta dopo i tempi supplementari. Curiosamente anche la semifinale, contro l'Unione Sovietica, terminò solo dopo 120 minuti. Anche in questo caso, come 4 anni prima, la nazionale italiana dovette accontentarsi della finalina, dopo essere stata battuta per 3-2 dai sovietici, che poi si aggiudicarono il torneo. La finale per il bronzo fu di nuovo negativa: la Germania Ovest prevalse per 3-0. La partecipazione alle Olimpiadi ritardò l'inizio del campionato di Serie A al 9 ottobre.

### L'era degli Under 23
Dal 1992, per la prima volta, venne introdotta la regola degli Under-23: tutte le squadre avrebbero dovuto essere composte da giocatori di età uguale o inferiore a 23 anni. La base di queste Nazionali è perciò formata dai calciatori che militano nella Nazionale Under-21 al termine del loro ciclo, e perciò con un'eta inferiore ai 23 anni. Per tale motivo, l'Almanacco Panini riporta le partite disputate ai Giochi dalla nazionale olimpica, a partire dal 1992, nell'elenco delle partite disputate dall'Under-21; la FIGC considera invece le partite giocate ai Giochi, o quelle di preparazione, come effettuate dalla nazionale olimpica.

#### 1992

Da sinistra: Alessandro Orlando, Salvatore Matrecano, Gianluca Sordo, Francesco Antonioli, Luca Luzardi e Alessandro Melli nel ritiro di Pinzolo precedente il torneo olimpico di.

Il Campionato europeo di calcio Under-21 1992 fece da selezione per le 4 rappresentative europee che avrebbero partecipato alle successive olimpiadi di Barcellona, assieme alla Spagna, padrona di casa. L'Italia si aggiudicò il campionato continentale e venne così inserita nel gruppo A. Dopo la vittoria contro gli USA (evento che di fatto inaugurò i giochi, prima ancora della cerimonia ufficiale d'apertura) e la sconfitta con la Polonia, l'Italia batté il Kuwait, e si qualificò ai quarti di finale, dove venne battuta proprio dai padroni di casa, che si aggiudicarono poi i Giochi.

#### 1996
Vincendo il Campionato europeo di calcio Under-21 1996 la nazionale italiana ottenne la qualificazione ai successivi Giochi olimpici; da questa edizione le nazionali Under 23 possono convocare fino a un massimo di tre fuoriquota. La nazionale era ancora affidata a Cesare Maldini, che convocò tre giocatori non Under 23: Gianluca Pagliuca, Massimo Crippa e Marco Branca. L'Italia, inserita nel gruppo C, fu eliminata già dopo le prime sconfitte con Messico e Ghana, e a nulla servì la vittoria, nell'ultima partita del girone, contro la Corea del Sud.

#### 2000
La quarta vittoria della nazionale Under 21 all'europeo di categoria, nel 2000, consentì all'Italia la partecipazione ai Giochi olimpici del 2000, disputati a Sydney. La nazionale azzurra era guidata da Marco Tardelli, che non convocò nessun fuoriquota.
Inserita nel gruppo A l'Italia regolò prima l'Australia, poi l'Honduras, prima di pareggiare con la Nigeria. L'avventura terminò ai quarti, ancora una volta contro la Spagna, che poi avrebbe perso la finale ai tiri di rigore contro il Camerun.

#### Il bronzo di Atene 2004

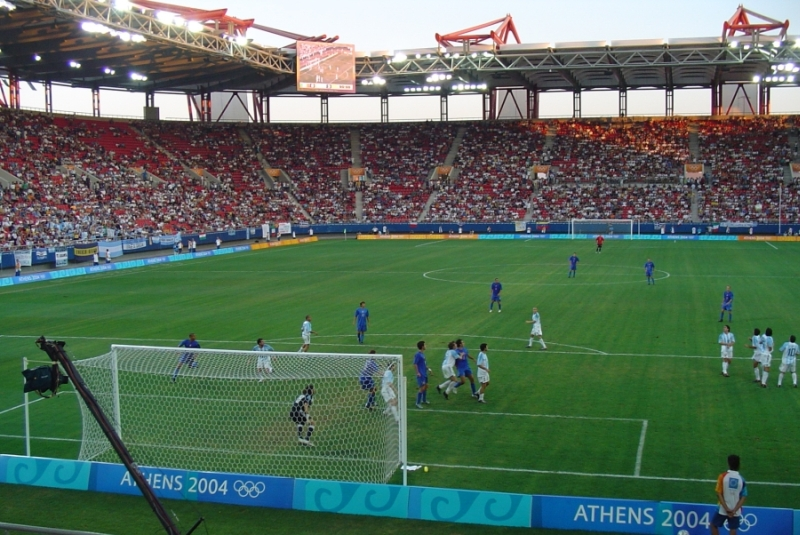
La semifinale tra Italia e Argentina al torneo olimpico di

L'Italia si aggiudicò anche il Campionato europeo di calcio Under-21 2004, venendo così qualificata, assieme alla seconda e terza della competizione, più la Grecia, padrona di casa, ai Giochi olimpici del 2004.
Inserita nel gruppo B, la nazionale italiana pareggiò con il Ghana, batté il Giappone, e si qualificò alla fase a eliminazione diretta, nonostante la sconfitta col Paraguay, nella terza e ultima gara del girone. L'Italia chiuse a 4 punti, come il Ghana, e con la stessa differenza reti degli africani, 0, ma con 5 gol fatti, uno in più degli avversari.
Nei quarti, come accaduto nel 1984 e nel 1988, passò solo ai supplementari, piegando per 1-0 il Mali. In semifinale la nazionale azzurra venne travolta dall'Argentina, che poi vinse la medaglia d'oro, per 3-0. Nella finale per il bronzo la nazionale italiana sconfisse l'Iraq per 1-0, ottenendo la prima medaglia olimpica dall'oro del 1936 a Berlino vinto però dalla nazionale maggiore.

#### 2008
Nel Campionato europeo di calcio Under-21 2007, qualificazione alle olimpiadi dell'anno seguente, era previsto che le quattro nazionali semifinaliste si qualificassero automaticamente, con l'eccezione dell'Inghilterra, in quanto i suoi giocatori avrebbero potuto partecipare solo come parte del Regno Unito. Avendo l'Inghilterra raggiunto le semifinali, si rese necessario uno spareggio tra Portogallo e Italia, le due squadre che si sono piazzate al terzo posto dei rispettivi gironi, per assegnare il quarto posto disponibile per la partecipazione ai Giochi olimpici del 2008. La nazionale italiana vinse lo spareggio ai rigori.

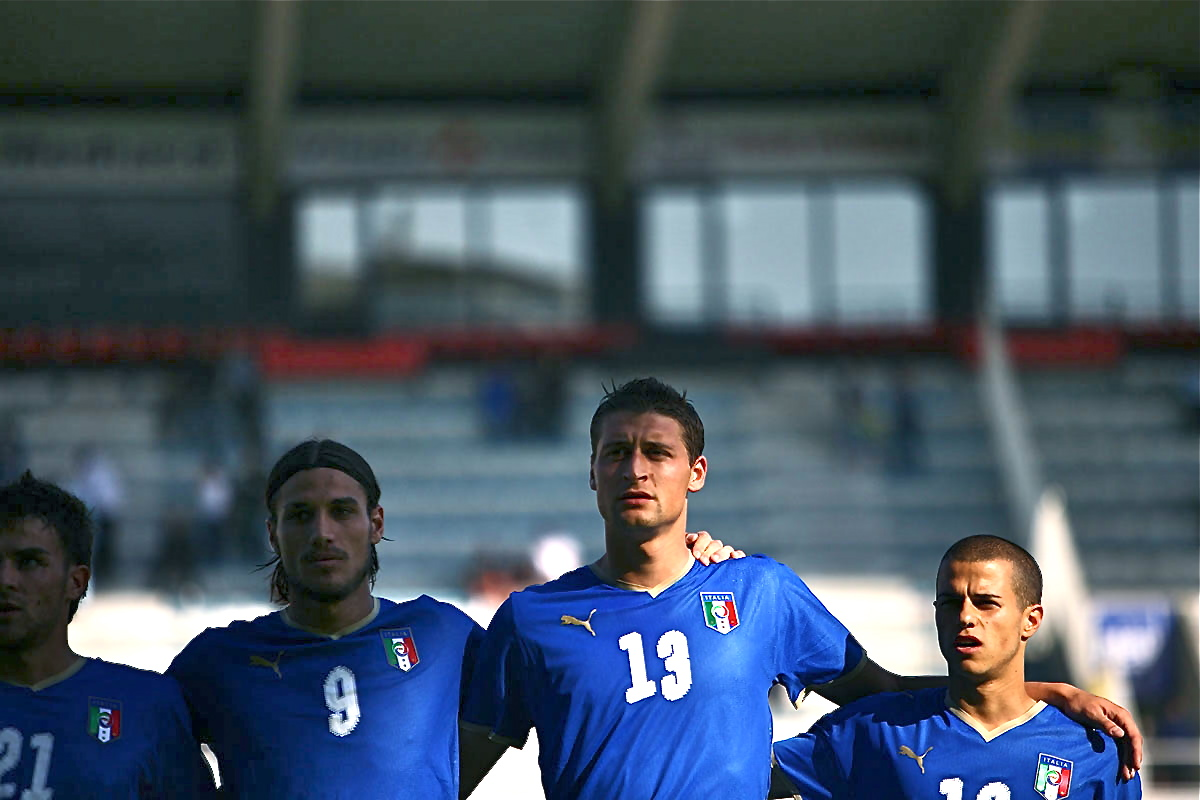
La nazionale olimpica ascolta Il Canto degli Italiani durante il vittorioso Torneo di Tolone 2008

In preparazione alla rassegna olimpica la nazionale si aggiudicò il Torneo di Tolone. La finale contro il Cile viene decisa da un gol di Osvaldo.
L'avventura dell'Italia ai Giochi olimpici del 2008 iniziò con un rotondo 3-0 contro l'Honduras, e proseguì con un'altra vittoria per 3-0 sulla Corea del Sud. Alla fine chiuse con un pareggio contro il Camerun per 0-0. L'Italia cadde contro il Belgio, per 3-2, ai quarti di finale. Nonostante la precoce eliminazione, Giuseppe Rossi terminò la competizione con il titolo di capocannoniere, secondo italiano a vincere la classifica marcatori del torneo olimpico, dopo Annibale Frossi nel 1936.

#### Le successive mancate qualificazioni
La nazionale Under-21 non si qualificò per la fase finale del Campionato europeo di calcio Under-21 2011, eliminata dalla Bielorussia nel play-off. Perse così la possibilità di partecipare ai Giochi olimpici del 2012. Per la prima volta dall'edizione di Mosca del 1980 l'Italia mancava ai Giochi olimpici. La nazionale italiana aveva vinto il gruppo 3, mentre, nello spareggio, dopo aver vinto per 2-0 in casa all'andata, venne piegata 3-0 in trasferta, dopo i tempi supplementari.
Anche per i successivi Giochi olimpici del 2016 la nazionale italiana non fu capace di qualificarsi. Giunta alla fase finale del Campionato europeo Under 21, sarebbe dovuta entrare tra le semifinaliste, ma giunse solo terza nel suo girone eliminatorio, alle spalle di Portogallo e Svezia.
Nel 2019, nell'europeo disputatosi in casa, l'Italia mancò anche l'accesso ai Giochi olimpici del 2020, arrivando seconda nel suo girone dietro la Spagna (non passò come migliore seconda alle semifinali del torneo).
Stessa sorte accadde nel 2023, all'europeo di categoria di quell'anno, in cui la nazionale Under-21 venne eliminata già nella fase a gironi per differenza reti, perdendo la possibilità di consentire alla nazionale olimpica di disputare il torneo di calcio dei Giochi di Parigi 2024.

## Colori e simboli

Il logo della delegazione italiana a Pechino 2008, inserito nelle maglie al posto dello stemma federale, unico caso in tutta la storia olimpica azzurra.

La nazionale olimpica condivide i colori di tutte le altre selezioni della FIGC: la maglia interna è azzurra con calzoncini bianchi, quella esterna inverte le tinte.
Dal punto di vista simbologico, sebbene essa competa formalmente in rappresentanza del Comitato olimpico nazionale italiano e non della FIGC, la nazionale olimpica in quasi tutte le sue partecipazioni ha portato ricamato sul petto delle maglie lo stesso emblema usato nelle normali competizioni professionistiche: lo scudetto tricolore bianco-rosso-verde con la dicitura ITALIA in capo, oppure il logo federale, talora anche corredato dalle stelle rappresentative delle vittorie in Coppa del Mondo. Ai giochi di Pechino 2008 tale prassi si è interrotta e la squadra ha adottato maglie che portavano sul petto uno dei logotipi del CONI, il cosiddetto "codice a barre" tricolore sormontato dalla scritta Italia.

## Palmarès
- Bronzo olimpico: 1

Atene 2004

## Commissari tecnici
- Giuseppe Meazza (1952)
- Nereo Rocco, Paolo Todeschini e Giuseppe Viani (D.T.) (1960)
- Enzo Bearzot (1984)
- Dino Zoff (1986-1988)
- Francesco Rocca (1988)
- Cesare Maldini (1992-1996)
- Marco Tardelli (2000)
- Claudio Gentile (2004)
- Pierluigi Casiraghi (2008)

## Partecipazioni ai tornei internazionali

### Giochi olimpici
La FIFA considera che, fino al 1948, ai Giochi Olimpici abbiano partecipato le nazionali maggiori. La FIGC ascrive anche la partecipazione del 1952 alla Nazionale A.
| Anno | Luogo             | Piazzamento      | V | N | P | Gol   |
| ---- | ----------------- | ---------------- | - | - | - | ----- |
| 1952 | Helsinki          | Ottavi di finale | 1 | 0 | 1 | 8:3   |
| 1956 | Melbourne         | Non partecipante | - | - | - | -     |
| 1960 | Roma              | Quarto posto     | 2 | 2 | 1 | 11:7  |
| 1964 | Tokyo             | Ritirata         | - | - | - | -     |
| 1968 | Città del Messico | Ritirata         | - | - | - | -     |
| 1972 | Monaco di Baviera | Non qualificata  | - | - | - | -     |
| 1976 | Montréal          | Non partecipante | - | - | - | -     |
| 1980 | Mosca             | Non qualificata  | - | - | - | -     |
| 1984 | Los Angeles       | Quarto posto     | 3 | 0 | 3 | 5:5   |
| 1988 | Seul              | Quarto posto     | 3 | 0 | 3 | 11:13 |
| 1992 | Barcellona        | Quarti di finale | 2 | 0 | 2 | 3:5   |
| 1996 | Atlanta           | Primo turno      | 1 | 0 | 2 | 4:5   |
| 2000 | Sydney            | Quarti di finale | 2 | 1 | 1 | 5:3   |
| 2004 | Atene             | Bronzo           | 3 | 1 | 2 | 7:8   |
| 2008 | Pechino           | Quarti di finale | 2 | 1 | 1 | 8:3   |
| 2012 | Londra            | Non qualificata  | - | - | - | -     |
| 2016 | Rio de Janeiro    | Non qualificata  | - | - | - | -     |
| 2020 | Tokyo             | Non qualificata  | - | - | - | -     |
| 2024 | Parigi            | Non qualificata  | - | - | - | -     |

## Tutte le rose

### Giochi olimpici
Calcio ai Giochi Olimpici Estivi 19521 Bugatti, 2 Corradi, 3 Cardarelli, 4 Neri, 5 Azzini, 6 Venturi, 7 Boniperti, 8 Pandolfini, 9 Vivolo, 10 Gimona, 11 La Rosa, 12 Giorcelli, 13 Mariani, 14 Cadé, 15 Rota, 16 Biagioli, 17 Fontanesi, 18 Viciani, 19 Ferrario, CT: Meazza
Calcio ai Giochi Olimpici Estivi 1960P Alfieri, P Baldisseri, D Burgnich, D Cella, D Noletti, D Salvadore, D Trapattoni, D Trebbi, C Bulgarelli, C Ferrini, C Pelagalli, C Rancati, C Rivera, C Rossano, C Tomeazzi, C Tumburus, A Favalli, A Fanello, A Magistrelli, CT: Rocco - Todeschini
Calcio ai Giochi Olimpici Estivi 19841 Tancredi, 2 Ferri, 3 Galli, 4 Nela, 5 Tricella, 6 Vierchowod, 7 Bagni, 8 Baresi, 9 Battistini, 10 Sabato, 11 Vignola, 12 Zenga, 13 Fanna, 14 Massaro, 15 Briaschi, 16 Iorio, 17 Serena, CT: Bearzot
Calcio ai Giochi Olimpici Estivi 19881 Tacconi, 2 Cravero, 3 Carnevale, 4 De Agostini, 5 Ferrara, 6 Tassotti, 7 Colombo, 8 Pellegrini, 9 Brambati, 10 Carobbi, 11 Crippa, 12 Giuliani, 13 Virdis, 14 Rizzitelli, 15 Galia, 16 Iachini, 17 Desideri, 18 Mauro, 19 Evani, 20 Pagliuca, CT: Rocca
Calcio ai Giochi Olimpici Estivi 19921 Antonioli, 2 Bonomi, 3 Favalli, 4 Luzardi, 5 Matrecano, 6 Orlando, 7 Rossini, 8 Taccola, 9 Verga, 10 Albertini, 11 Baggio, 12 Peruzzi, 13 Corini, 14 Marcolin, 15 Sordo, 16 Buso, 17 Rocco, 18 Ferrante, 19 Melli, 20 Muzzi, CT: Maldini
Calcio ai Giochi Olimpici Estivi 19961 Pagliuca, 2 Panucci, 3 Nesta, 4 Cannavaro, 5 Galante, 6 Fresi, 7 Ametrano, 8 Crippa, 9 Branca, 10 Brambilla, 11 Delvecchio, 12 Buffon, 13 Pistone, 14 Tommasi, 15 Pecchia, 16 Morfeo, 17 Lucarelli, 18 Bernardini, 19 Sartor, CT: Maldini
Calcio ai Giochi Olimpici Estivi 20001 De Sanctis, 2 Grandoni, 3 Mezzano, 4 Zanchi, 5 Ferrari, 6 Gattuso, 7 Comandini, 8 Baronio, 9 Ventola, 10 Pirlo, 11 Zambrotta, 12 Margiotta, 13 Ambrosini, 14 Rivalta, 15 Cirillo, 16 Vannucchi, 17 Zanetti, 18 Abbiati, 21 Firmani, CT: Tardelli
Calcio ai Giochi Olimpici Estivi 20041 Amelia, 2 Chiellini, 3 Moretti, 4 Ferrari, 5 Bonera, 6 De Rossi, 7 Pinzi, 8 Palombo, 9 Gilardino, 10 Pirlo, 11 Sculli, 12 Gasbarroni, 13 Barzagli, 14 Bovo, 15 Donadel, 16 Del Nero, 17 Mesto, 18 Pelizzoli, CT: Gentile
Calcio ai Giochi Olimpici Estivi 20081 Viviano, 2 Motta, 3 De Ceglie, 4 Nocerino, 5 Cigarini, 6 Criscito, 7 Montolivo, 8 Marchisio, 9 Rocchi, 10 Giovinco, 11 Rossi, 12 Dessena, 13 Coda, 14 Acquafresca, 15 Bocchetti, 16 De Silvestri, 17 Abate, 18 Consigli, 20 Candreva, 21 Russotto, CT: Casiraghi